# Francisco de Rojas y Escobar
Francisco de Rojas y Escobar (Toledo, 1446 - ibídem, 23 de febrero de 1523), primogénito de Alonso de Cáceres Escobar y Marina de Rojas, noble y diplomático español, miembro del Consejo Real, y caballero y comendador de varias encomiendas de la Orden de Calatrava. 

## Militar
Participó en la guerra de Sucesión Castellana y en la guerra de Granada, donde murieron sus hermanos Martín y Juan, hallándose en la toma de Loja. 

## Diplomático

### Primeras misiones
En 1488 es nombrado embajador ante Inocencio VIII, obteniendo de él diversas bulas favorables a los reyes, regresando a España en 1491, para ser enviado ante Ana de Bretaña, esposa de Carlos VIII de Francia.  

### Embajada ante el Imperio (1493-1496)
En noviembre de 1493 es enviado ante el Emperador Maximiliano para gestionar los matrimonios entre los descendientes de ambas coronas, la heredera española, la princesa Juana y el heredero de la familia Habsburgo-Borgoña, el príncipe Felipe, y el de los respectivos hermanos, el príncipe de Asturias Juan de Aragón y Castilla y la archiduquesa Margarita de Austria viajando en sucesivas ocasiones a Flandes, efectuando Rojas el desposorio por poderes el 10 de febrero de 1496 en Bruselas.
Para validar el desposorio, tuvo el embajador que entrar en el lecho con la infanta Margarita, quedándose en calzas ante los testigos. Tras esto, acompañó a Margarita de Bruselas a Burgos donde la aguardaban su marido y los reyes sus suegros. 

### Embajada en Roma (1498-1507)
En 1498, tras dos años de labor en el Consejo Real, fue enviado nuevamente a Roma ante Alejandro VI, colaborando activamente con Gonzalo Fernández de Córdoba para facilitarle su acción militar durante las guerras italianas. Obtuvo de Alejandro diversas bulas, entre ellas, la administración perpetua para los monarcas de las órdenes de caballería en España, autorizaciones para la creación de obispados en Indias, o confirmaciones de las adquisiciones territoriales en Nápoles.  

## Regreso a España
En abril de 1507 regresó a España, donde se dedicó a instituir mayorazgos para sí y su sobrino Francisco de Rojas, y a la construcción de capillas.  
En 1513, le propuso el rey Fernando el Católico una nueva misión en Francia, pero se excusó por motivos de salud. 
Durante la guerra de las comunidades apoyó al bando real, realizando un crédito de cinco millones de maravedíes, y de nuevo otorgó un nuevo empréstito para retomar Fuenterrabía, ocupada por las tropas de Francisco I de Francia.

## Ambición eclesiástica
Reclamó en numerosas ocasiones a sus monarcas que intercedieran para que los sucesivos pontífices le concedieran la dignidad cardenalicia, mas esas gestiones tan ansiadas por él, cuando se llevaron a término en 1505, no dieron el resultado esperado. 